# Déclaration de Maya

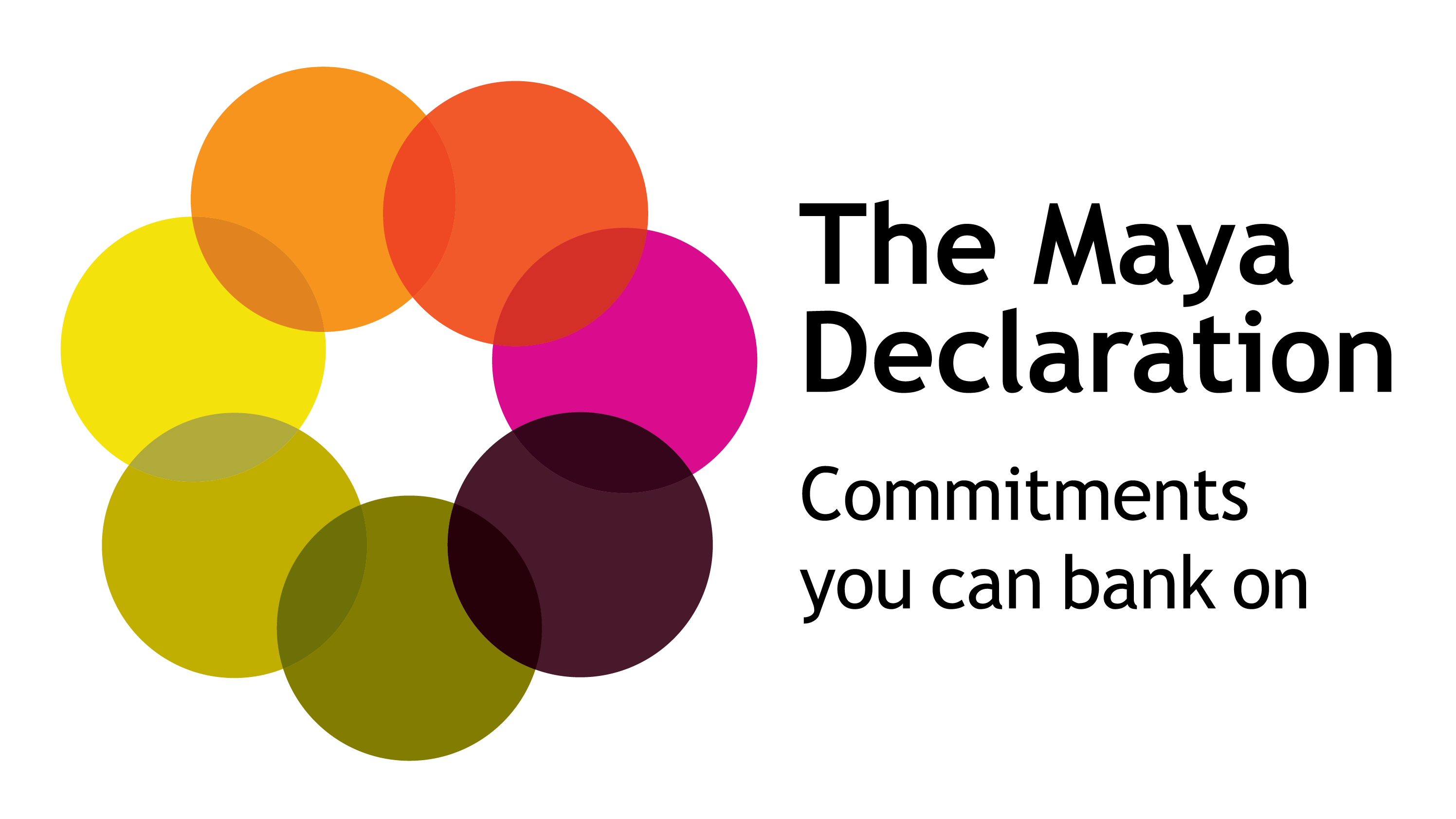
Logo de la Déclaration de Maya

La déclaration de Maya est un ensemble de principes en matière de développement de politiques d'inclusion financière. Elle a été formulée par un groupe d'institutions de pays en développement, au cours du "Global Policy Forum" de l'Alliance pour l'Inclusion Financière qui s'est tenue au Mexique en 2011.